# Skarsjön (Ljungs socken, Bohuslän)

Skarsjön är en sjö belägen alldeles öster om Ljungskile i kanten av Bredfjällets naturreservat. Skarsjön består av de två sjöarna Stora och Lilla Skarsjön som ligger invid varandra.
Runt Stora Skarsjön går den 9 km långa vandringsslingan Skarsjöleden. Sjön används för paddling och fiske samt bad, främst vid badstranden Timmerviken. Vintertid används sjön för skridskoåkning och pimpelfiske.
Stora Skarsjön är vattenskyddsområde eftersom den är ytvattentäkt i reserv för Ljungskile.